# Голубков, Пётр Васильевич
Пётр Васильевич Голубков — советский хозяйственный, государственный и политический деятель, доктор физико-математических наук, профессор.

## Биография
Родился в 1889 году в Саратове. Член ВКП(б).
С 1918 года — на хозяйственной, общественной и политической работе. В 1918—1969 гг. — агент особого военного железнодорожного учета, лаборант кафедры физики Саратовского ж.-д. политехникума, кафедры физики Саратовского ветеринарного института, ассистент по курсу физики медицинского факультета, доцент и заведующий кафедрой химического факультета СГУ, декан физико-математического факультета, проректор по научной работе, ректор, директор НИИ механики и физики, заведующий кафедрой общей физики Саратовского Государственного Университета.
Избирался депутатом Верховного Совета РСФСР 2-го созыва.
Умер в 1973 году в Саратове.